# Argeș (Fluss)
Der Argeș (Ausspracheⓘ; deutsch Argisch) ist ein linker Nebenfluss der Donau in Rumänien.
Er entspringt im Făgăraș-Gebirge (Südkarpaten) und fließt in südlicher Richtung durch die Getische Hochebene bzw. durch Curtea de Argeș (deutsch Argisch), Pitești, Găești, Domnești und Budești und mündet bei Oltenița in die Donau. Kurz nach dem Quellgebiet ist der Fluss angestaut (Stausee Vidraru). Der Fluss hat eine Länge von 350 km, ein Einzugsgebiet von 12.550 km² und (kurz von seiner Mündung in die Donau) eine Wasserführung von 73 m³/s.

## Geschichte
Am Argeș fanden die Schlacht von Rovine (1394 oder 1395) und die Schlacht am Argeș (1916) statt.

## Galerie

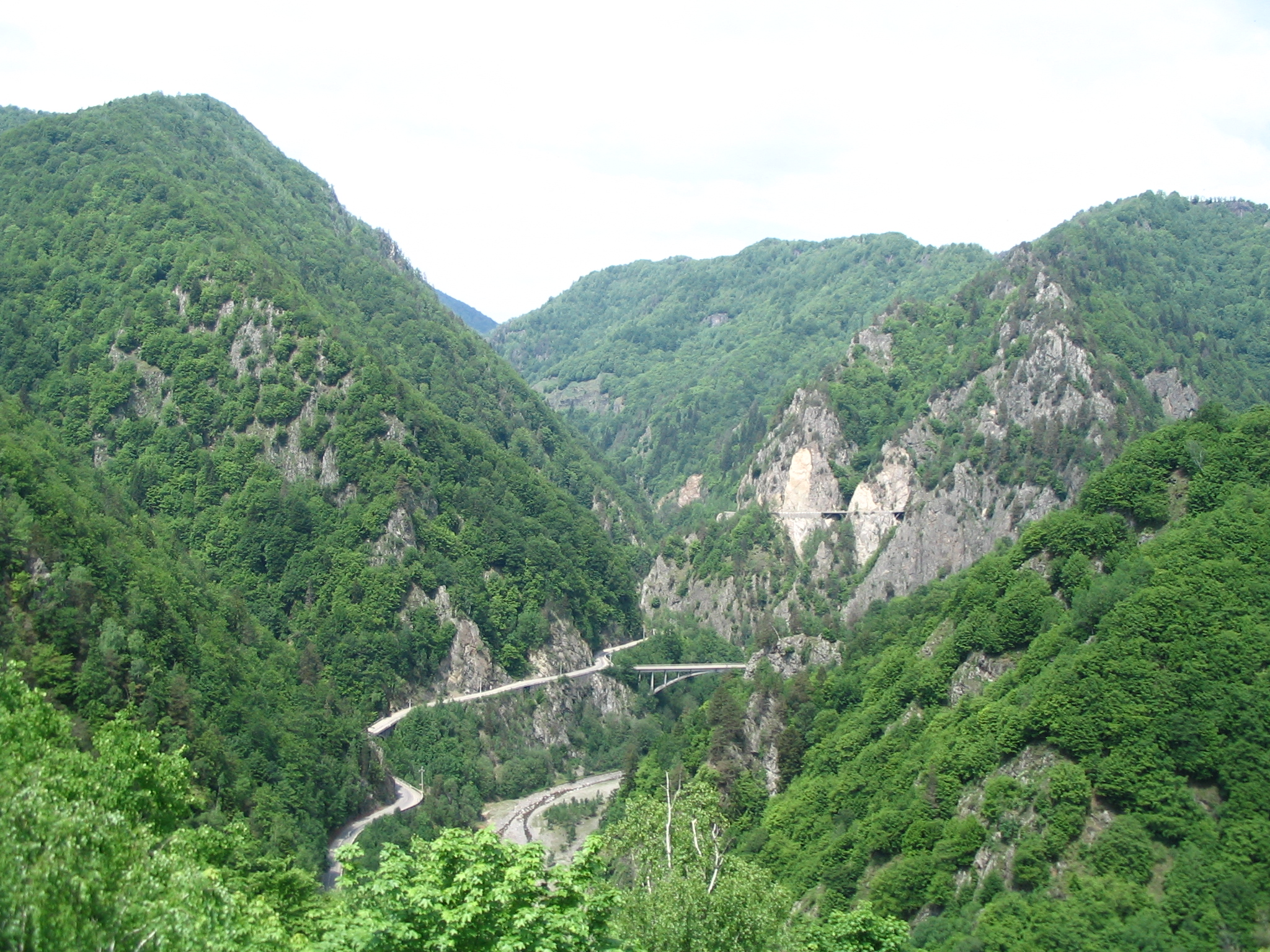
Das Flussbett des Argeș, von der Burg Poenari gesehen
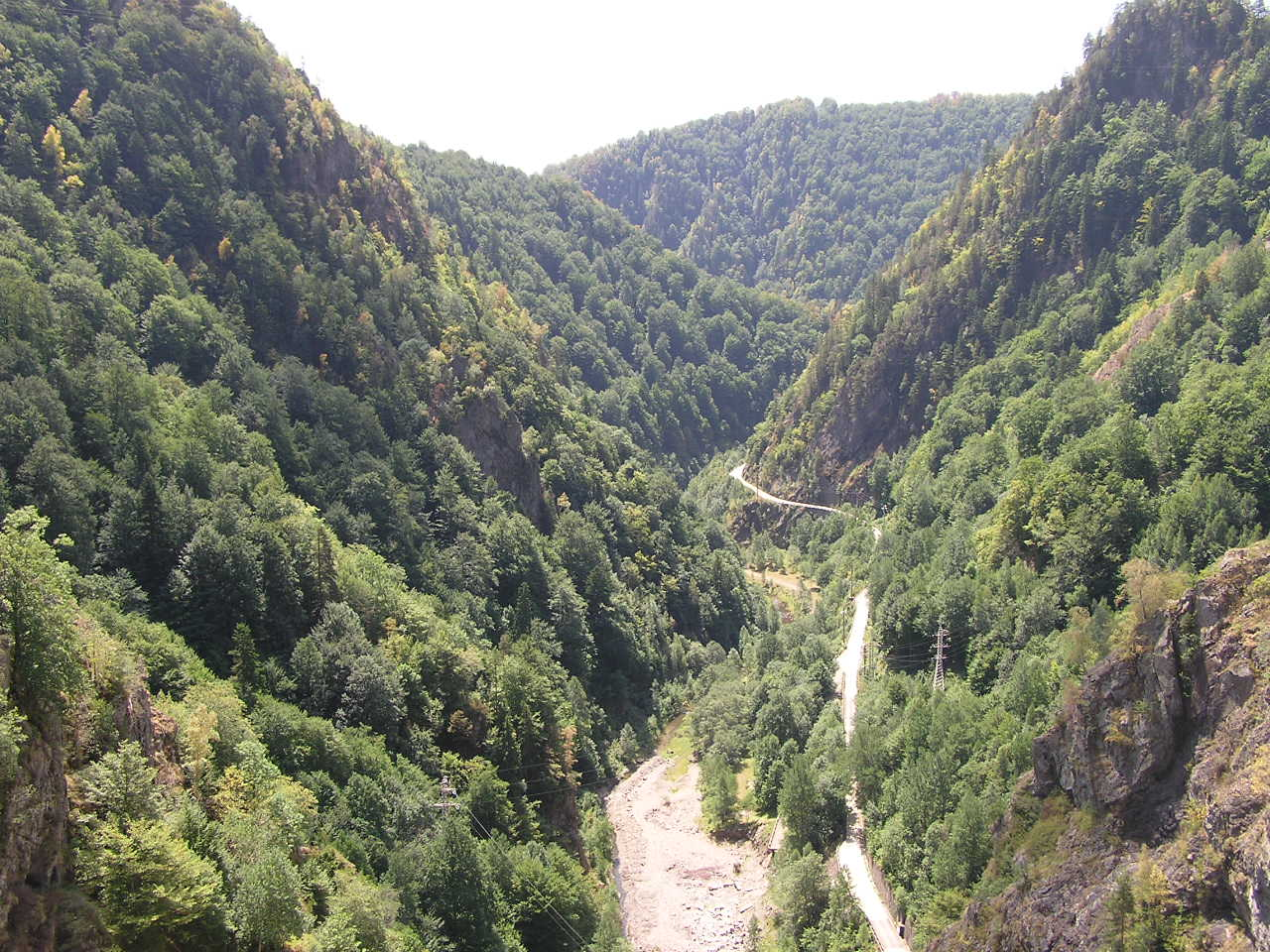
Ansicht auf das alte Flussbett des Argeș, von der Vidraru-Talsperre aus
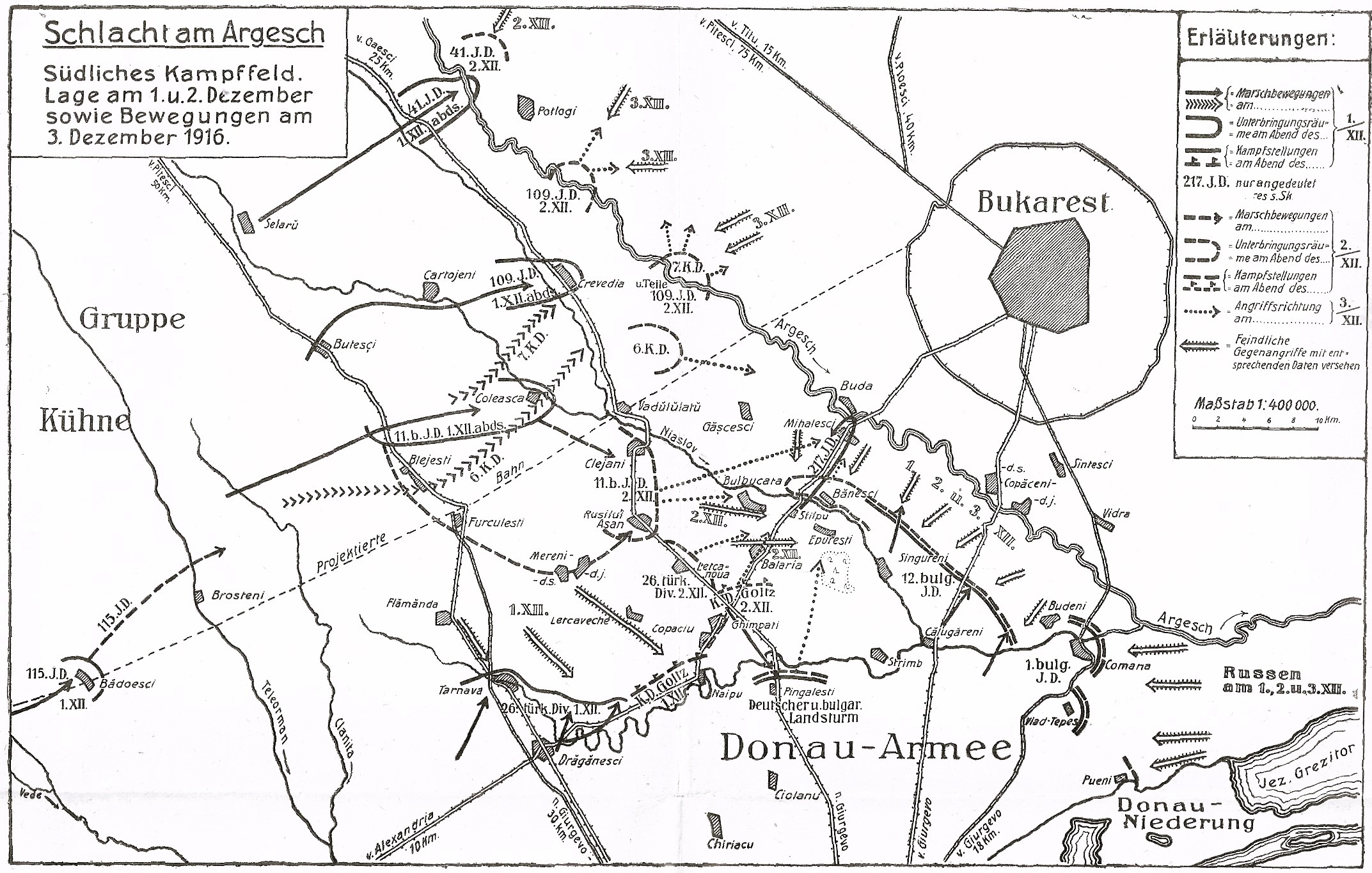
Karte der Schlacht am Argesch (1916)